# Palpimanus godawan
Espèce
Palpimanus godawan est une espèce d'araignées aranéomorphes de la famille des Palpimanidae.

## Distribution
Cette espèce est endémique du Rajasthan en Inde,. Elle se rencontre dans le district de Jaisalmer dans le désert du Thar.

## Description
Le mâle holotype mesure 7,66 mm et la femelle paratype 7,32 mm, les mâles mesurent de 6,44 à 7,66 mm et les femelles de 6,06 à 7,36 mm.

## Systématique et taxinomie
Cette espèce a été décrite par Tripathi et Sankaran en 2023.

## Publication originale
- Tripathi, Sankaran, Kuni & Sudhikumar, 2023 : « New species of Palpimanus Dufour, 1820 from India (Araneae: Palpimanidae, Palpimaninae), with a catalogue of the Indian palpimanid fauna. » European Journal of Taxonomy, vol. 891, p. 26-50 (texte intégral).